# Казаклар (Тюлячинский район)
Казаклар — село в Тюлячинском районе Татарстана. Входит в состав Малокибякозинского сельского поселения.

## География
Находится в северо-западной части Татарстана, в 5 км к северу от районного центра — села Тюлячи, у речки Макса.

## История
Основано в XVII веке. В исторических документах упоминается также под названием Большие Кибя Кози. В XVIII — первой половине XIX века жители относились к сословию государственных крестьян. Занимались земледелием, разведением скота, портняжно-шапочным промыслом. 
В «Списке населенных мест по сведениям 1859 года», изданном в 1866 году, населённый пункт упомянут как казённая деревня Кибяк-Кози (Казаклар) 2-го стана Лаишевского уезда Казанская губернии. Располагалась при речке Максе, по правую сторону Зюрейской торговой дороги, в 78 верстах от уездного города Лаишево и в 25 верстах от становой квартиры в казённом селе Карабаяны (Богородское). В деревне, в 140 дворах жили 982 человека (483 мужчины и 499 женщин), были 2 мечети.
В начале XX века здесь действовали 2 мечети, 2 мельницы, 3 бакалейные лавки. В этот период земельный надел сельской общины составлял 1747 десятин. 
До 1920 года село входило в Больше Кибя Козинскую волость Лаишевского уезда Казанской губернии. С 1920 года в составе Лаишевского, с 1927 — Арского кантонов ТАССР. С 10.08.1930 в Сабинском, с 10.02.1935 в Тюлячинском, с 12.10.1959 в Сабинском, с 04.10.1991 в Тюлячинском районах.

## Население
| 1782 | 1859 | 1897 | 1908 | 1920 | 1926 | 1938 | 1949 | 1958 | 1970 | 1979 | 1989 | 2002 |
| ---- | ---- | ---- | ---- | ---- | ---- | ---- | ---- | ---- | ---- | ---- | ---- | ---- |
| 129  | 982  | 898  | 1330 | 910  | 827  | 809  | 493  | 393  | 302  | 255  | 185  | 176  |

Национальный состав села — татары.

## Экономика
Полеводство, молочное скотоводство.

## Инфраструктура
Библиотека. 